# Compton, Berkshire
Compton är en ort och civil parish i Storbritannien.   Den ligger i kommunen West Berkshire i riksdelen England, i den södra delen av landet, 80 km väster om huvudstaden London. Compton ligger 102 meter över havet och antalet invånare är 1 571.
Terrängen runt Compton är platt, och sluttar österut. Runt Compton är det ganska tätbefolkat, med 207 invånare per kvadratkilometer. Närmaste större samhälle är Didcot, 10,4 km norr om Compton. Trakten runt Compton består till största delen av jordbruksmark.